# Henschel EA 800
Die Henschel EA 800 ist eine von Henschel in vier Exemplaren gebaute Elektrolokomotive. Sie ist für Fahrleitungs- und Batteriebetrieb ausgerüstet. Die 1966 gebauten Lokomotiven wurden von der Rheinstahl-Bergbau AG für das neu elektrifizierte Netz der Prosper-Zechen beschafft und als E 5 bis E 8 eingereiht. Sie haben eine Stundenleistung von 540 Kilowatt. Die Typbezeichnung ist von der entsprechenden PS-Leistungsklasse übernommen.
Mit Gründung der Ruhrkohle AG gingen die Loks 1970 an die RAG - Ruhrkohle AG. Sie wurden in E 455 bis E 458 umgezeichnet. 1983 wurden sie in 281 bis 284 umgezeichnet. Drei Lokomotiven wurden 1995 an die Bodensee-Toggenburg-Bahn (BT) in der Schweiz verkauft und die 281 und 283 als Eea 3/3 31 und 32 in Betrieb genommen. Dort waren sie 2011, inzwischen als SOB 936 031 und 032, immer noch in Betrieb.
Lok 936 032 wurde mittlerweile (vor 2016) ausrangiert und in Kaiseraugst abgebrochen.
Die EA 800 ist in einer Art Baukastenprogramm entstanden. Die weiteren Loks dieses Programms sind die zweiachsige EA 500 mit 360 Kilowatt und die vierachsige Drehgestelllokomotive EA 1000 mit 540 Kilowatt Leistung.
Der Führerstand ist zwischen den unterschiedlich langen niedrigeren Vorbauten angebracht, diese sind zum Fahrzeugende oben abgeschrägt. Das Führerhaus war so niedrig konstruiert, dass es bei gesenktem Stromabnehmer innerhalb des UIC-Profils blieb. Ursprünglich waren die Lokomotiven grün, bei der SOB erhielten die Lokomotiven einen roten Anstrich, bei der 936 032 war es 2003.